# Torsten Bløndal
Torsten Bløndal er en dansk forlægger. Han grundlagde i 1985 kunstforlaget Edition Bløndal i Hellerup.
I 2003 modtog han N.L. Høyen Medaljen for sit boghåndværk og sin indsats for formidling af dansk kunst og kunsthistorie.